# Süderwisch-Westerwisch
Süderwisch-Westerwisch (auch Süder-/Westerwisch) ist ein Stadtteil der Stadt Cuxhaven in Niedersachsen.

## Geografie
Der Stadtteil befindet sich westlich der Cuxhavener Kernstadt.

## Geschichte

### Eingemeindungen
Die Gemeinden Arensch, Berensch, Cuxhaven, Döse, Duhnen, Groden, Gudendorf, Holte, Insel Neuwerk, Oxstedt, Ritzebüttel, Sahlenburg, Spangen, Stickenbüttel, Süder- und Westerwisch gehörten bis 1864 dem hamburgischen Amt Ritzebüttel und danach der Landherrenschaft Ritzebüttel an. 1926 gingen die Gemeinden Arensch, Berensch, Duhnen, Groden, Gudendorf, Holte, Insel Neuwerk, Oxstedt, Sahlenburg, Spangen, Stickenbüttel, Süder- und Westerwisch in der Landherrenschaft Hamburg auf.
Durch Inkrafttreten des Gesetzes über die Eingemeindung der Landgemeinden Groden, Westerwisch, Süderwisch, Stickenbüttel, Duhnen und Neuwerk mit Scharhörn vom 6. Februar 1935 wurden diese mit Wirkung zum 1. März 1935 dem Gebiet der Stadt Cuxhaven zugeordnet, die wiederum am 1. April 1937 mit dem Groß-Hamburg-Gesetz von Hamburg an den Regierungsbezirk Stade der preußischen Provinz Hannover überging.

### Einwohnerentwicklung
| Jahr      | 1871 | 1910 | 2018 |
| --------- | ---- | ---- | ---- |
| Einwohner | 119  | 482  | 4743 |

(Quellen: 1871, 1910, 2018)

## Politik
Stadtrat und Bürgermeister
Auf kommunaler Ebene wird Stickenbüttel vom Cuxhavener Stadtrat vertreten.

## Bildung
In Süderwisch-Westerwisch befindet sich die Süderwischschule, eine Grund- und Hauptschule.

## Verkehr
Die Bundesstraße 73 führt durch Süderwisch und verbindet damit die südlichen mit den nördlichen Stadtteilen.

## Persönlichkeiten
Söhne und Töchter des Ortes
- Wilhelm Hartung (1919–2003), Zeichner, Karikaturist, Illustrator und Autor plattdeutscher Erzählungen und Reime